# Mali Bukovec
 Ovo je glavno značenje pojma Mali Bukovec. Za naselje u Općini Mače pogledajte Mali Bukovec (Mače).
Mali Bukovec je općina u sjeverozapadnom dijelu Republike Hrvatske.

## Zemljopis
Mali Bukovec se razvio u blizini obale rijeke Drave i ušća rijeke Bednje u Dravu, uz cestu Ludbreg-Legrad. Dio naselja nalazi se s lijeve strane Bednje dok je veći dio naselja na desnoj strani.

## Stanovništvo
Najveći broj stanovnika u povijesti Malog Bukovca bilježi se 1921. godine - 1.383 stanovnika. U kasnijem razdoblju taj se broj postupno smanjuje, 1991. godine 942 stanovnika, 2001. godine svega 829 stanovnika.
| broj stanovnika | 2350  | 2709  | 2617  | 3158  | 3447  | 3589  | 3449  | 3596  | 3528  | 3566  | 3595  | 3333  | 2992  | 2724  | 2507  | 2212  | 1809  |
|                 | 1857. | 1869. | 1880. | 1890. | 1900. | 1910. | 1921. | 1931. | 1948. | 1953. | 1961. | 1971. | 1981. | 1991. | 2001. | 2011. | 2021. |

| broj stanovnika | 982   | 1062  | 994   | 1245  | 1359  | 1365  | 1383  | 1365  | 1290  | 1264  | 1307  | 1184  | 1048  | 942   | 852   | 729   | 616   |
|                 | 1857. | 1869. | 1880. | 1890. | 1900. | 1910. | 1921. | 1931. | 1948. | 1953. | 1961. | 1971. | 1981. | 1991. | 2001. | 2011. | 2021. |

## Povijest
Godine 1523. u Malom Bukovcu spominju se kmetovi koji otada postaju bednjanskim posjedima sa sjedištem u Novoj Vesi iz kojih, u kasnijem razdoblju, nastaje posjed Veliki Bukovec. Zatim se nakon turskih pustošenja bukovečkih posjeda 1562. godine spominje potpuno pusti dio sela Mali Bukovec. Selo 1643. godine pripada posjedima obitelji Drašković. U tom razdoblju dolazi skupina doseljenika koji dobivaju status slobodnjaka te je već 1659. godine selo Mali Bukovec imalo 29 domova. Iste godine spominje se i drvena kapela Sv. Katarine kao filijalna kapela župe Sv. Franje sa sjedištem u Velikom Bukovcu. Između 1757-1758. godine sagrađena je nova zidana kapela.
Stanovnici Malog Bukovca 1759. godine od carice Marije Terezije dobivaju pravo na održavanje godišnjeg sajma a time i naziv trgovišta; time je Mali Bukovec bio jedino naselje u tom kraju, osim Ludbrega, koje je imalo tu povlasticu.
Godine 1787. zabilježeno je da naselje ima 87 kuća i 742 stanovnika, a od 1865. godine ima i pučku školu, dok je 1883. godine podignuta nova školska zgrada.
Općinsko poglavarstvo 1885. godine doselilo je iz Kuzminca u Mali Bukovec, tadašnja je općina posjedovala 12 sela te je u 19 stoljeću bilo sjedište općinske uprave i ubraja se među 5 upravnih općina na području kotara Ludbreg.

## Poznate osobe
Kruno Lovrek- nogometaš

## Šport
- NK Bukovčan ´27 (4. ŽNL Varaždinska, 2009./10.)

## Vanjske poveznice
- Službena stranica Općine Mali Bukovec